# Heilig-Kreuz-Kirche (Berlin-Wilmersdorf)

Die Heilig-Kreuz-Kirche auf einer alten Postkarte

Die Heilig-Kreuz-Kirche im Berliner Ortsteil Wilmersdorf ist eine römisch-katholische Kirche, die 1911–1912 nach Plänen des Architekten Max Hasak erbaut und nach der allgemeinen Anordnung Kaiserin Auguste Viktorias in die nördliche Häuserzeile der Hildegardstraße eingegliedert wurde. Sie ist eine einschiffige Hallenkirche, mit roten Ziegeln verblendet und mit gotisierenden Elementen gestaltet. Der Bau steht unter Denkmalschutz.

## Geschichte der Kirche
Um dem südlichen Teil ihres Bezirks ein eigenes Gotteshaus zu geben, erwarb die Mutterpfarrei St. Ludwig 1907 das Grundstück an der Hildegardstraße 3/3a, damals nicht weit von Schramms Seebad, heute in der Nähe des Volksparks Wilmersdorf. Da seinerzeit Wilmersdorf gerade Stadtrecht erhalten hatte und damit die jüngste Großstadt des Kaiserreichs wurde, war eine Erweiterung der katholischen Gemeinde dringend erforderlich.
Nach mehreren Entwürfen (u. a. ein großer, neoromanischer Entwurf von Johannes Franziskus Klomp mit einer Doppelturmfassade von 1909) wurde im Jahr 1911 der Grundstein durch den Bischöflichen Legaten Carl Kleineidam für diese zweite katholische Kirche in Wilmersdorf gelegt. Nach elfmonatiger Bauzeit weihte der Bischof von Breslau, Georg Kardinal von Kopp sie am 12. Mai 1912 mit dem Patrozinium Kreuzauffindung. Das Gotteshaus hat eine Länge von 39 Metern, eine Breite von 18 Metern und eine Gewölbehöhe von 17 Metern. Der Vorraum der Kirche ist fünf Meter lang.
Nach dem Ersten Weltkrieg wurde die Gemeinde am 1. Juli 1921 von der Muttergemeinde St. Ludwig gelöst und als selbstständige Pfarrei etabliert. Im Zweiten Weltkrieg wurde die Kirche stark beschädigt. Die letzten Kriegsschäden wurden 1959 beseitigt. Insbesondere wurden von den ehemals neun Rosetten über der Orgel acht vermauert. Die größte blieb erhalten. Auch die vier Langfensterfronten wurden mit Halbstein vermauert.
Die Kirche erfuhr 1973 eine grundlegende Sanierung und Umgestaltung des Kirchenraums im Rahmen der Reformen des Zweiten Vatikanischen Konzils. Der Umbau erfolgte unter der Leitung des Architekten Felix Fähnrich. Der Altarraum wurde wesentlich vergrößert (bis zur nächsten Halbsäule). Kanzel, Hochaltar, Seitenaltäre sowie Heiligenfiguren (Maria, Josef, Antonius und Heiligstes Jerz Jesu) verschwanden. Der Taufbrunnen wurde von der rechten Seite ins Zentrum der Kirche versetzt.
Im Jahr 2009 wurde die Pfarrgemeinde Heilig Kreuz aufgelöst und ging als Filialkirche in die Pfarrgemeinde Maria unter dem Kreuz mit der Pfarrkirche St. Marien ein. 2024 hob Erzbischof Heiner Koch die Pfarrei per Dekret auf und machte sie zum Bestandteil der neuen Pfarrei St. Helena – Wilmersdorf-Friedenau, Pfarrkirche wurde St. Ludwig.

## Ausstattung

### Altarraum

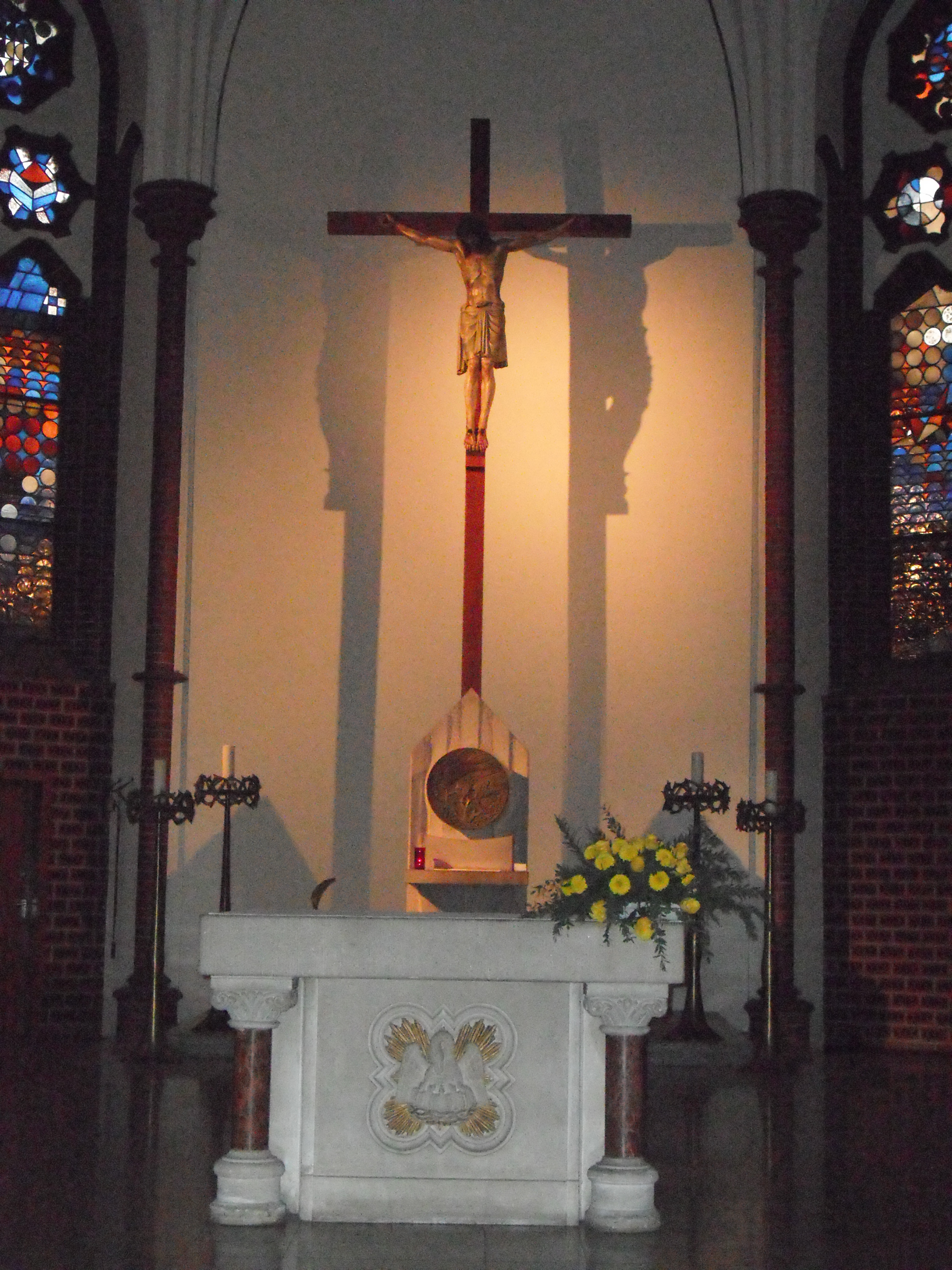
Altar

Der heute verkleinerte, freistehende Blockaltar aus Sandstein ist aus Elementen des früheren Hochaltars gefügt. Auf der Stirnseite ist ein Pelikan dargestellt, der sich selbst seinen Kindern zur Nahrung gibt. Dies ist ein Zeichen für Christus, der sich selbst verschenkt. Seitlich befinden sich die Medaillons Alpha und Omega. Den Altar umringen vier Blendsäulen aus rotem Marmor, die noch dem alten Altar entstammen. Die 1912 in den Altar eingelassenen Reliquien der Märtyrer Pia von Karthago und Placidus von Subiaco sind im heutigen Altar ebenfalls eingeschlossen.
Der holzgeschnitzte überlebensgroße Korpus im neuromanischen Stil gehört zur Ausstattung von 1912. Die Christusfigur wird als Viernageltypus auf einer Konsole stehend dargestellt. Das frühere reich verzierte Holzkreuz wurde 1974 durch ein schlichtes Balkenkreuz ersetzt.
Der ursprüngliche Tabernakel war im ehemaligen Hochaltar integriert und wurde mit der Umgestaltung des Kircheninnern entfernt. Die Tabernakelstele aus Sandstein entwarf der Architekt Felix Fähnrich, das Flachrelief schuf der Künstler Waldemar Otto. Es zeigt den brennenden Dornbusch mit einer Dornenkrone. Als „Ersatztabernakel“ zu Gründonnerstag/Karfreitag dient seit vielen Jahren der Tabernakel eines ehemaligen Seitenaltares (baugleich).
Die vier Rundbilder mit eucharistischen Szenen stammen vom ursprünglichen Hochaltar von 1912. Sie sind parallel als Paare links und rechts an der Altarraumwand angebracht. Sie zeigen folgende biblische Szenen: Das Opfer von Kain und Abel, die Opferung des Isaak, die Opferung des Melchisedech und das Emmausmahl.
Die Reliefbüsten der vier Evangelisten schmückten die ehemalige Kanzel. Deren Steinsockel befindet sich seit 1973 im Garten der Kirche.

### Statuen
Die Madonnenstatue aus Gips stammt aus der Erstausstattung der Kirche und war Bestandteil eines Marienaltars, der sich an der rechten Seitennische vor dem Chorraum befand. Dieser Seitenaltar ist zum großen Teil verloren gegangen. 
Auf der entgegengesetzten Seite zum Marienaltar befand sich – ebenfalls auf einem Seitenaltar – eine Josefsstatue. Josefsaltar und Statue sind nicht erhalten geblieben. Daher wurde im Jahr 2013 eine neue Josefsstatue in einer Südtiroler Werkstatt in St. Christina gefertigt. Diese besteht aus Holz und steht nun an der ursprünglichen Stelle. Sie ist keine Reproduktion und ist auch nicht künstlerisch an der alten orientiert, da keine genauen Bilder der alten Statue existieren. Allerdings lehnt sie sich in der Gestaltung an die erhaltene Marienstatue an.
Auch die Antoniusstatue stammt aus der Gründungszeit der Kirche und besteht aus Gips. Sie steht am zweitvorderen linken Pfeiler und war auch damals nicht Bestandteil eines Seitenaltars.

### Taufstein, Kreuzweg und Fenster

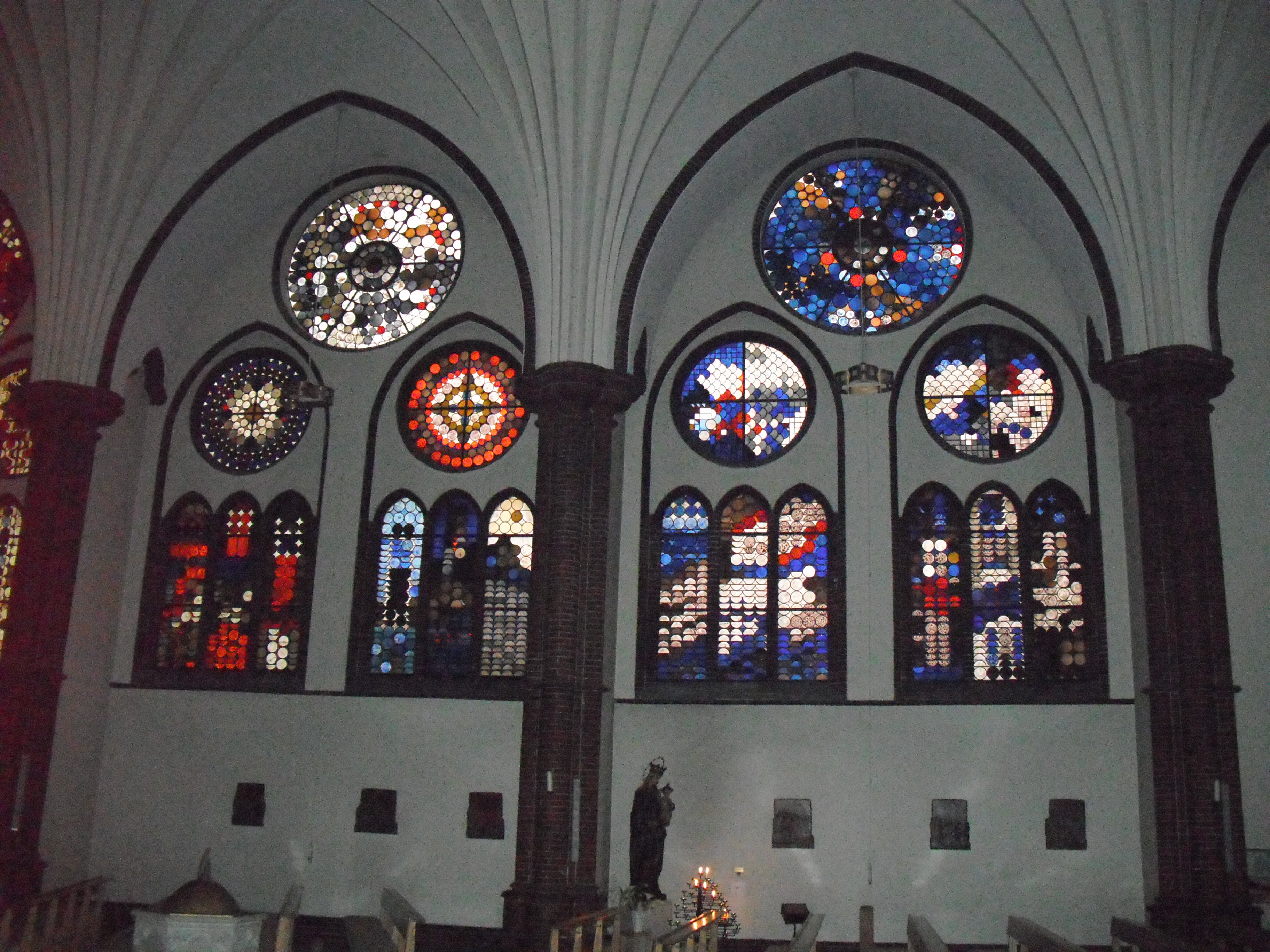
Kirchenfenster

Der Taufstein aus Sandstein stammt aus dem Jahr 1912, den Deckel schuf Waldemar Otto. Den Kreuzweg fertigte 1982 der Berliner Bildhauer Günter Anlauf. Die Kirchenfenster gestaltete der Künstler Paul Corazolla. Der originale Deckel des Taufsteins von 1912 mit der Darstellung der Taufe Jesu befindet sich im Archiv der Kirche.

### Orgel

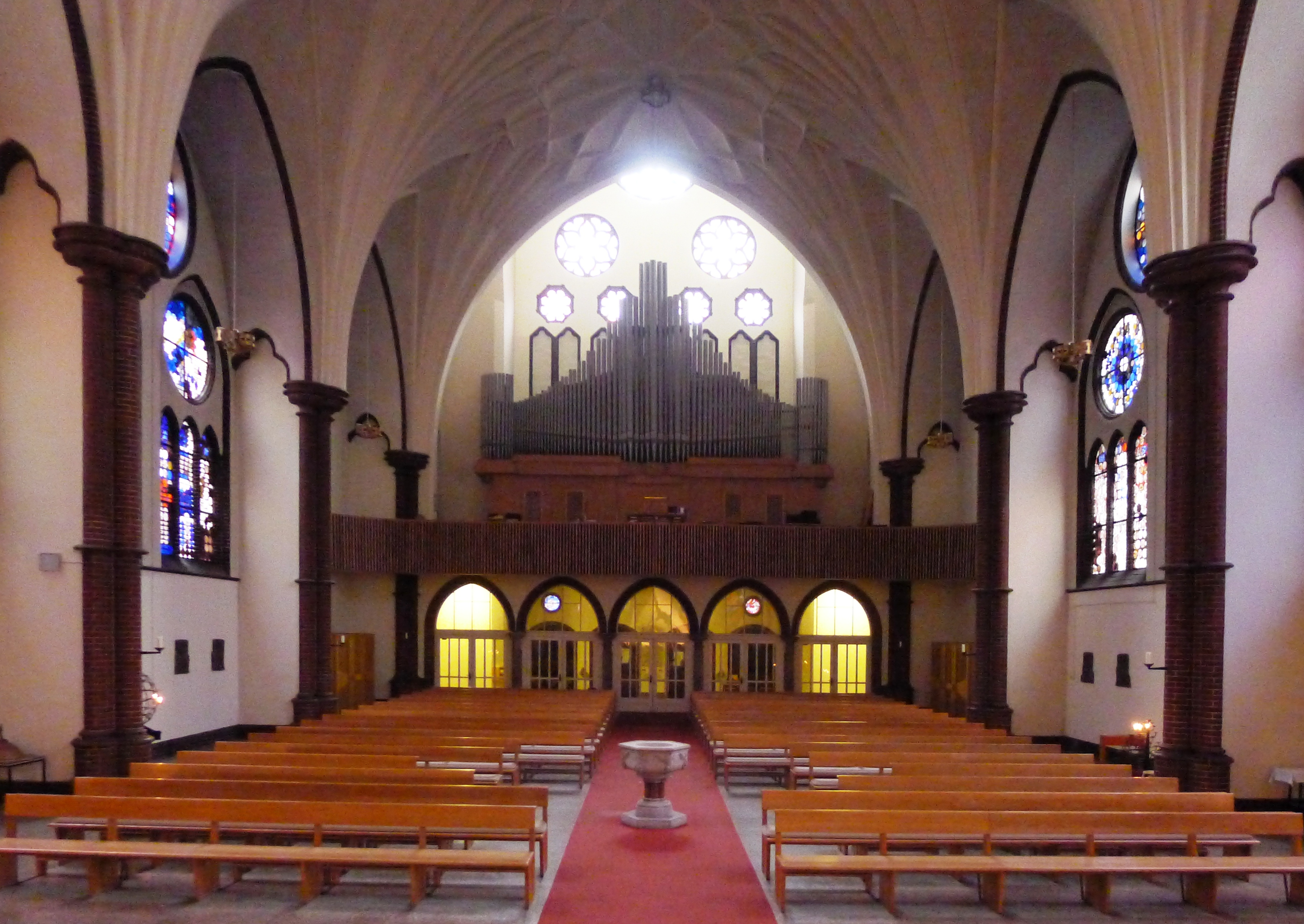
Blick nach Süden

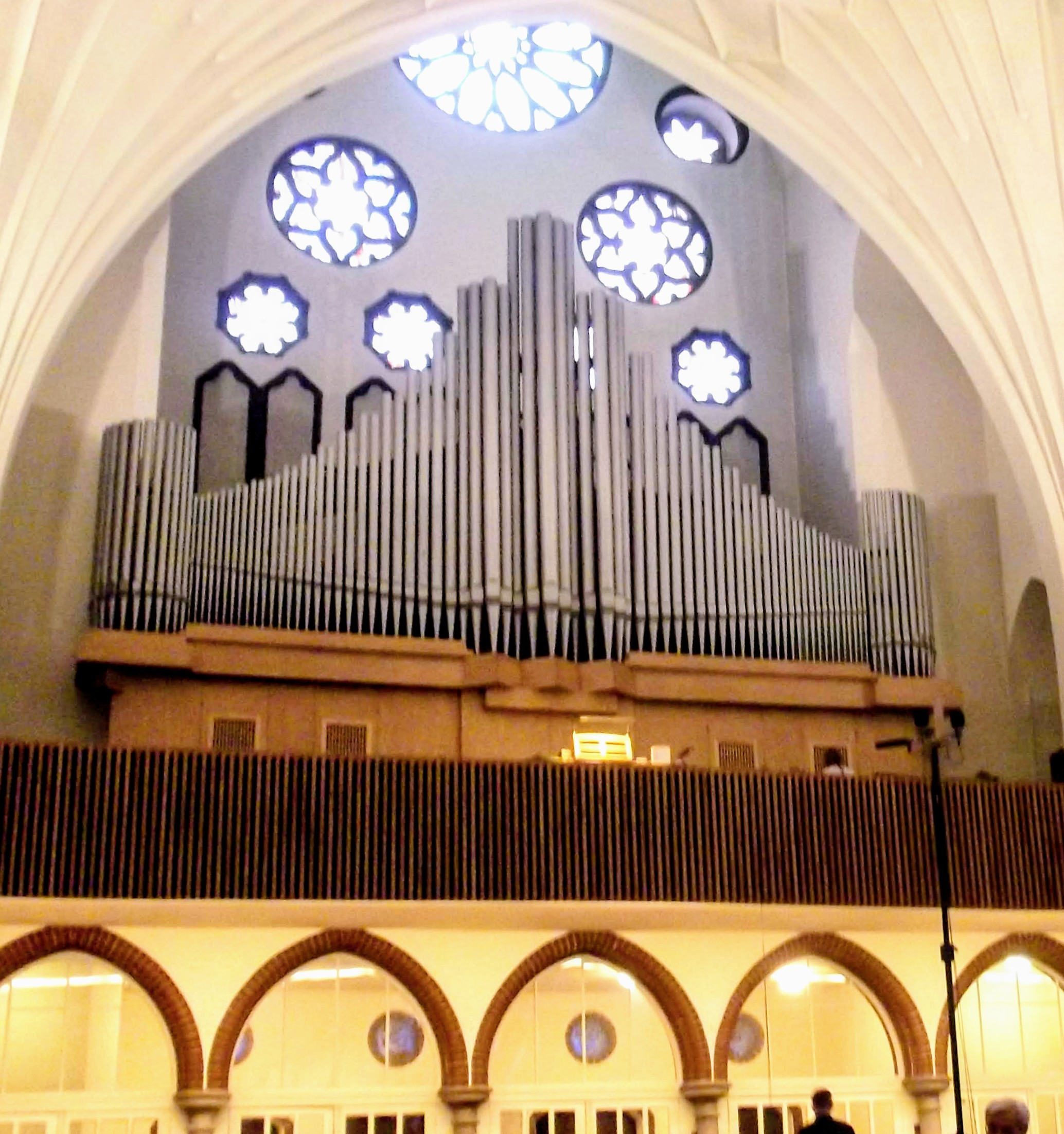
Steinmeyer-Orgel

Nach ersten Überlegungen zum Bau einer neuen Orgel in den Jahren 1922/1923 wurde das Bauvorhaben aufgrund der starken Inflation zunächst verschoben. Nach sechsmonatiger Planungs- und Bauphase wurde das Instrument mit zwei Manualen und Pedal, bei 35 Registern und pneumatischer Traktur, allerdings bereits am 10. April 1927 als op. 1438 durch den Königlichen Hoforgelbauer G. F. Steinmeyer erbaut und durch Prälat Bernhard Lichtenberg feierlich geweiht. Zur Weihe spielte der nachmalige Passauer Domorganist Otto Dunkelberg, der zu dieser Zeit noch Organist der St. Maria-Victoria-Kapelle in Berlin-Kreuzberg war. Da die Disposition der durch Steinmeyer gleichzeitig erbauten Orgel im Passauer Dom mehrfach geändert wurde, befinden sich in der Orgel von Heilig Kreuz einige Bauteile, die ursprünglich für Passau gedacht waren.

Hier die Disposition von 1927:
| I Hauptwerk C–g3 |                 |        |
| 01.              | Principal       | 16′    |
| 02.              | Principal       | 08′    |
| 03.              | Gamba           | 08′    |
| 04.              | Dolce           | 08′    |
| 05.              | Gemshorn        | 08′    |
| 06.              | Harmonieflöte   | 08′    |
| 07.              | Gedeckt         | 08′    |
| 08.              | Octav           | 04′    |
| 09.              | Rohrflöte       | 04′    |
| 10.              | Rauschquinte II | 02 ⁄3′ |
| 11.              | Mixtur III–IV   | 02′    |
| 12.              | Trompete        | 08′    |

| II Schwellwerk C–g4 |                         |        |
| 13.                 | Bourdon                 | 16′    |
| 14.                 | Hornprincipal           | 08′    |
| 15.                 | Salicional              | 08′    |
| 16.                 | Aeoline                 | 08′    |
| 17.                 | Vox coelestis           | 08′    |
| 18.                 | Jubalflöte              | 08′    |
| 19.                 | Lieblich Gedeckt        | 08′    |
| 20.                 | Quintatön               | 08′    |
| 21.                 | Prestant                | 04′    |
| 22.                 | Traversflöte            | 04′    |
| 23.                 | Flautino                | 02′    |
| 24.                 | Sesquialter II          | 02 ⁄3′ |
| 25.                 | Harmonia aetherea II–IV | 02′    |
| 26.                 | Oboe                    | 08′    |
|                     | Tremulant               |        |

| Pedal C–f1 |             |         |
| 27.        | Contrabass  | 16′     |
| 28.        | Subbass     | 16′     |
| 29.        | Zartbass    | 16′     |
| 30.        | Quintbass   | 10 2⁄3′ |
| 31.        | Octavbass   | 08′     |
| 32.        | Cello       | 08′     |
| 33.        | Gedecktbass | 08′     |
| 34.        | Choralbass  | 04′     |
| 35.        | Posaune     | 16′     |

- Koppeln:
  - Normalkoppeln: II/I, I/P, II/P
  - Suboktavkoppeln: II/I, II/II
  - Superoktavkoppeln: II/I, II/II
- Spielhilfen: zwei freie Kombinationen, Pianopedal; Crescendowalze, Tutti

Nach zwei Generalreinigungen (1946 und 1963) erfuhr das Instrument 1973 erstmals klanglich und technisch durch den Berliner Orgelbauer Arndt Stephan im Sinne der Neobarockisierungswelle einen Umbau. Es erfolgten Austausch und Umbau einiger Register. Der neue Spieltisch erhielt keine Oktavkoppeln mehr. Das grundtönige Klangbild des Instrumentes blieb aber zum größten Teil erhalten.

Hier die Disposition von 1973:
| I Hauptwerk C–g3 |                    |        |
| 01.              | Principal          | 16′    |
| 02.              | Principal          | 08′    |
| 03.              | Gamba              | 08′    |
| 04.              | Gemshorn           | 08′    |
| 05.              | Gedeckt            | 08′    |
| 06.              | Octav              | 04′    |
| 07.              | Rohrflöte          | 04′    |
| 08.              | Quinte             | 02 ⁄3′ |
| 09.              | Waldflöte          | 02′    |
| 10.              | Mixtur IV          | 02′    |
| 11.              | Jauchzend Pfeif II | 0 1⁄2′ |
| 12.              | Trompete           | 08′    |

| II Schwellwerk C–g3 |                  |        |
| 13.                 | Bourdon          | 16′    |
| 14.                 | Hornprincipal    | 08′    |
| 15.                 | Salicional       | 08′    |
| 16.                 | Vox coelestis    | 08′    |
| 17.                 | Lieblich Gedeckt | 08′    |
| 18.                 | Quintatön        | 08′    |
| 19.                 | Prestant         | 04′    |
| 20.                 | Traversflöte     | 04′    |
| 21.                 | Principal        | 02′    |
| 22.                 | Flautino         | 02′    |
| 23.                 | Sifflöte         | 01′    |
| 24.                 | Sesquialter II   | 02 ⁄3′ |
| 25.                 | Scharff IV       | 01 ⁄3′ |
| 26.                 | Oboe             | 08′    |
|                     | Tremulant        |        |

| Pedal C–f1 |               |         |
| 27.        | Contrabass    | 16′     |
| 28.        | Subbass       | 16′     |
| 29.        | Zartbass      | 16′     |
| 30.        | Quintbass     | 10 2⁄3′ |
| 31.        | Octavbass     | 08′     |
| 32.        | Gedecktbass   | 08′     |
| 33.        | Nachthorn     | 04′     |
| 34.        | Rohrflöte     | 02′     |
| 35.        | Hintersatz IV | 04′     |
| 36.        | Posaune       | 16′     |

- Koppeln:
  - Normalkoppeln: II/I, I/P, II/P
- Spielhilfen: drei freie Kombinationen, Tutti

Nach einer weiteren Reinigung des Instrumentes in den Jahren 2001/2002 durch die West-Berliner Orgelbaufirma Schuke wurde vom Kirchenmusiker Dirk Elsemann angeraten, dem klanglichen Ursprungszustand von 1927 wieder so nahe wie möglich zu kommen. Durch den Ankauf gebrauchter Orgelteile bei der Firma Steinmeyer Vermögensverwaltung wurde dies durch Eigenarbeit von Dirk Elsemann möglich. Von 2004 bis 2008 wurde die Orgel um ein drittes Manual (Schwellwerk) auf 51 Register erweitert. Im Zuge dieser Maßnahmen wurden auch alle Manualladen um bis a4 erweitert. Das Pfeifenmaterial stammt ebenfalls zum größten Teil von der Steinmeyer Vermögensverwaltung. Die Orgel hat somit nicht nur ihr romantisches Erscheinungsbild zurückerhalten, sondern ist um eine Vielzahl an Möglichkeiten reicher geworden.

Hier die Disposition seit 2008:
| I Hauptwerk C–a4 |                    |     |
| 01.              | Principal          | 16′ |
| 02.              | Principal          | 08′ |
| 03.              | Gamba              | 08′ |
| 04.              | Dolce              | 08′ |
| 05.              | Gemshorn           | 08′ |
| 06.              | Concertflöte       | 08′ |
| 07.              | Gedeckt            | 08′ |
| 08.              | Octav              | 04′ |
| 09.              | Rohrflöte          | 04′ |
| 10.              | Cornett IV–V       | 08′ |
| 11.              | Mixtur III–IV      | 02′ |
| 12.              | Tuba               | 16′ |
| 13.              | Trompete           | 08′ |
| 14.              | Röhrenglockenspiel |     |
|                  |                    |     |

| II Schwellwerk C–a4 |                      |         |
| 15.                 | Bourdon              | 16′     |
| 16.                 | Hornprincipal        | 08′     |
| 17.                 | Salicional           | 08′     |
| 18.                 | Vox coelestis        | 08′     |
| 19.                 | Jubalflöte           | 08′     |
| 20.                 | Lieblich Gedeckt     | 08′     |
| 21.                 | Quintatön            | 08′     |
| 22.                 | Prestant             | 04′     |
| 23.                 | Traversflöte         | 04′     |
| 24.                 | Quinte               | 02 ⁄3′  |
| 25.                 | Flautino             | 02′     |
| 26.                 | Terz                 | 01 3⁄5′ |
| 27.                 | Echocornett V        | 08′     |
| 28.                 | Harmonia aeth. II–IV | 02′     |
| 29.                 | Trompete harm.       | 08′     |
| 30.                 | Röhrenglockenspiel   |         |
|                     | Tremulant            |         |

| III Schwellwerk C–a4 |                    |       |
| 31.                  | Principal          | 8′    |
| 32.                  | Aeoline            | 8′    |
| 33.                  | Vox angelica       | 8′    |
| 34.                  | Gedeckt            | 8′    |
| 35.                  | Prestant           | 4′    |
| 36.                  | Soloflöte          | 4′    |
| 37.                  | Cornettino II–III  | 2 ⁄3′ |
| 38.                  | Oboe               | 8′    |
| 39.                  | Röhrenglockenspiel |       |
|                      | Tremulant          |       |

| Pedal C–f1 |                    |         |
| 40.        | Majorbass          | 32′     |
| 41.        | Principalbass      | 16′     |
| 42.        | Contrabass         | 16′     |
| 43.        | Subbass            | 16′     |
| 44.        | Zartbass           | 16′     |
| 45.        | Quintbass          | 10 2⁄3′ |
| 46.        | Octavbass          | 08′     |
| 47.        | Cello              | 08′     |
| 48.        | Bassflöte          | 08′     |
| 49.        | Choralbass         | 04′     |
| 50.        | Bombarde           | 32′     |
| 51.        | Posaune            | 16′     |
| 52.        | Basstrompete       | 08′     |
| 53.        | Klarine            | 04′     |
| 54.        | Röhrenglockenspiel |         |

- Koppeln:
  - Normalkoppeln: II/I, III/I, III/II, I/P, II/P, III/P
  - Suboktavkoppeln: I/I, II/I, II/II, III/I, III/II, III/III
  - Superoktavkoppeln: I/I, II/I, II/II, III/I, III/II, III/III, I/P, II/P, III/P, P/P
- Spielhilfen: zwei freie Kombinationen, Pianopedal II, III; Crescendowalze, Generaltutti, Absteller (Pedalregister, Handregister, Rohrwerke), Kombinationen (Streicher, Prinzipale, Rohrwerke)

Seit 2010 wird an einer Erweiterung der Orgel auf 65 Register gearbeitet. Die endgültige Disposition soll wie folgt aussehen:
| I Hauptwerk C–a4 |                    |        |
| 01.              | Principal          | 16′    |
| 02.              | Principal          | 08′    |
| 03.              | Gamba              | 08′    |
| 04.              | Dolce              | 08′    |
| 05.              | Gemshorn           | 08′    |
| 06.              | Concertflöte       | 08′    |
| 07.              | Gedeckt            | 08′    |
| 08.              | Octav              | 04′    |
| 09.              | Salicet            | 04′    |
| 10.              | Rohrflöte          | 04′    |
| 11.              | Octav              | 02′    |
| 12.              | Rauschquinte II    | 02 ⁄3′ |
| 13.              | Cornett IV–V       | 08′    |
| 14.              | Mixtur III–IV      | 02′    |
| 15.              | Trompete           | 08′    |
| 16.              | Clarine            | 04′    |
| 17.              | Röhrenglockenspiel |        |

| II Schwellwerk C–a4 |                      |        |
| 18.                 | Bourdon              | 16′    |
| 19.                 | Hornprincipal        | 08′    |
| 20.                 | Salicional           | 08′    |
| 21.                 | Vox coelestis        | 08′    |
| 22.                 | Jubalflöte           | 08′    |
| 23.                 | Lieblich Gedeckt     | 08′    |
| 24.                 | Quintatön            | 08′    |
| 25.                 | Prestant             | 04′    |
| 26.                 | Viola                | 04′    |
| 27.                 | Traversflöte         | 04′    |
| 28.                 | Flautino             | 02′    |
| 29.                 | Sexquialter II       | 02 ⁄3′ |
| 30.                 | Harmonia aeth. II–IV | 02′    |
| 31.                 | Trompete harm.       | 08′    |
| 32.                 | Clarinette           | 08′    |
| 33.                 | Röhrenglockenspiel   |        |
|                     | Tremulant            |        |

| III Schwellwerk C–a4 |                    |         |
| 34.                  | Großflöte          | 16′     |
| 35.                  | Principal          | 08′     |
| 36.                  | Violoncello HD     | 08′     |
| 37.                  | Aeoline            | 08′     |
| 38.                  | Vox angelica       | 08′     |
| 39.                  | Wienerflöte        | 08′     |
| 40.                  | Gedeckt            | 08′     |
| 41.                  | Prestant           | 04′     |
| 42.                  | Soloflöte          | 04′     |
| 43.                  | Quinte             | 02 ⁄3′  |
| 44.                  | Flageolett         | 02′     |
| 45.                  | Terz               | 01 3⁄5′ |
| 46.                  | Septime            | 01 ⁄7′  |
| 47.                  | Großmixtur IV      | 02 ⁄3′  |
| 48.                  | Cornopean          | 08′     |
| 49.                  | Oboe               | 08′     |
| 50.                  | Clarion            | 04′     |
| 51.                  | Röhrenglockenspiel |         |
|                      | Tremulant          |         |

| Pedal C–f1 |                    |         |
| 52.        | Majorbass          | 32′     |
| 53.        | Principalbass      | 16′     |
| 54.        | Contrabass         | 16′     |
| 55.        | Subbass            | 16′     |
| 56.        | Zartbass           | 16′     |
| 57.        | Quintbass          | 10 2⁄3′ |
| 58.        | Octavbass          | 08′     |
| 59.        | Cello              | 08′     |
| 60.        | Bassflöte          | 08′     |
| 61.        | Choralbass         | 04′     |
| 62.        | Pedalcornett III   | 06 2⁄5′ |
| 63.        | Mixturbass IV      | 02 ⁄3′  |
| 64.        | Bombarde           | 32′     |
| 65.        | Posaune            | 16′     |
| 66.        | Basstrompete       | 08′     |
| 67.        | Clarine            | 04′     |
| 68.        | Röhrenglockenspiel |         |

- Koppeln:
  - Normalkoppeln: II/I, III/I, III/II, I/P, II/P, III/P
  - Suboktavkoppeln: I/I, II/II, III/III, II/I, III/I, III/II
  - Superoktavkoppeln: I/I, II/II, III/III, II/I, III/I, III/II, I/P, II/P, III/P, P/P
- Spielhilfen: zwei freie Kombinationen, Pianopedal II, III; Crescendowalze, Tutti, Generaltutti, Pedalregister ab, Handregister ab, Rohrwerke ab, Streicher an, Prinzipale an, Rohrwerke an

### Glocken
Am 20. Oktober 1963 weihte Dompropst Wolfgang Haendly das dritte Geläut in der Geschichte der Kirche, das von der Glockengießerei Petit & Gebr. Edelbrock gefertigt wurde. Die ersten und zweiten Glocken mussten zu Kriegszwecken an das Militär abgegeben werden und wurden eingeschmolzen. Die kleinste Glocke aus der Gießerei Franz Otto aus dem Jahre 1911 hat die Weltkriege überstanden und hängt seit 1912 im Turm. Sie wird als Wandlungsglocke benutzt und gehört nicht zum Geläut.
Die heutigen Glocken bestehen aus Bronze und klingen wie die früheren auf die Töne c–es–f (Te Deum-Disposition). Sie tragen dieselben Namen wie die vorhergehenden Glocken.
| Glocke                | Masse   | Ton | Lateinische Inschrift                                                    | Übersetzung der lateinischen Inschrift                                                                          |
| --------------------- | ------- | --- | ------------------------------------------------------------------------ | --- |
| St. Thomas            | 2500 kg | c   | Adoramus Te, et benedicimus Tibi, quia per crucem Tuam redemisti mundum. | Wir beten dich an Herr Jesus Christus und preisen dich, denn durch dein heiliges Kreuz hast Du die Welt erlöst. |
| St. Antonia           | 1450 kg | es  | Per signum Crucis de inimicis nostris libera nos, Deus noster.           | Durch das Zeichen des Kreuzes befreie uns von unseren Feinden, o Herr.                                          |
| St. Carolus Borromäus | 0980 kg | f   | In cruce salus.                                                          | Im Kreuz ist Heil.                                                                                              |
|                       | 0111 kg | f'  |                                                                          | |

## Pfarrer
- 1916–1945: Paul Schneider
- 1945–1968: Franz Reiseck
- 1968–1973: Helmut Hettwer
- 1973–2000: Jacques Vernooy
- 2000–2009: Christian Vaas
- seit 2009:-9 Frank-Michael Scheele, Pfarrer von Maria unter dem Kreuz und Pfarradministrator von St. Helena (seit 2024)

## Kapläne
- 1919: Richard Weber
- 1920: Felix Wolff
- 1925: Albert Heidrich
- 1926: Max Zimmermann
- 1930: Erich Klawitter
- 1933: Johannes Grunzewski
- 1934: Franz Jarowski
- 1935: Franz Schreibmayr
- 1937: Max Kurzinski
- 1937: Fritz Bultmann
- 1945: Carl Demmer
- 1947: Norbert Schulz
- 1949: Franz Ulrich
- 1950: Johannes Thomanek
- 1952: Heinrich Bienert
- 1956: Hans-Joachim Bannach
- 1956: Christian Freiherr von Schönberg
- 1959: Johannes Mrochen
- 1965: Wolfgang Tucholka
- 1967: Wido Krajewski
- 1968: Bernd von Kleist
- 1971: Klaus Dimter
- 1975: Norbert Kühn
- 1979: Botho H. Mey

## Gemeindeleben
Seit 1992 gehört zur Gemeinde eine Kindertagesstätte, die sich an der hinteren Grundstücksbegrenzung befindet.
Der Erzbischof von Berlin, Georg Kardinal Sterzinsky löste am 1. Juli 2009 die Heilig-Kreuz-Gemeinde per Dekret auf und fusionierte sie mit der Gemeinde St. Marien (Unbefleckte Empfängnis) zur neuen Großgemeinde Maria unter dem Kreuz mit rund 9500 Gläubigen. Pfarrkirche ist seitdem die Kirche St. Marien, die Heilig-Kreuz-Kirche ist nun Filialkirche. Die Gemeinde umfasst die Berliner Ortsteile Wilmersdorf und Friedenau.
Am 1. Januar 2024 löste Erzbischof Heiner Koch die Pfarrei Maria unter dem Kreuz per Dekret auf und führte sie mit St. Ludwig zur neuen Pfarrei St. Helena – Wilmersdorf-Friedenau zusammen. Pfarrkirche wurde St. Ludwig.

## Sonstiges
Zum Gemeindegebiet gehört das am 4. November 1930 eingeweihte Sankt-Gertrauden-Krankenhaus in der Paretzer Straße.
Seit 1. Mai 2010 ist die Italienische Katholische Mission – Berlin (Missione Cattolica Italiana – Berlino) in der Heilig-Kreuz-Kirche beheimatet.